# Mir Tahsin Saied Beg

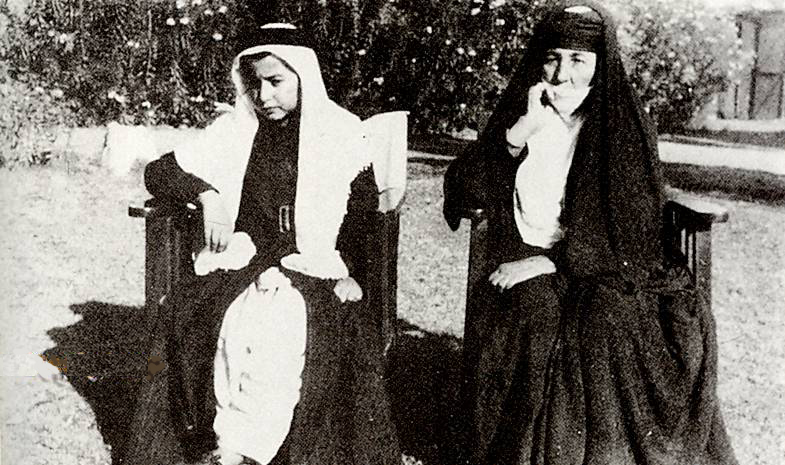
Mir Tahsin Saied Beg als Kind mit seiner Großmutter, der damaligen jesidischen Prinzessin Meyan Khatun (1945)

Mir Tahsin Saied Beg (* 15. August 1933 in Ba‘adre; † 28. Januar 2019 in Hannover) war das weltliche Oberhaupt der Jesiden und Nachfolger seines Vaters Said Beg, der im Jahr 1944 verstarb. Mir Tahsin Said Beg war sowohl das Oberhaupt der jesidischen Gemeinde als auch das des religiösen Rates und der Jesiden. Er vertrat die Jesiden in allen Angelegenheiten gegenüber Staaten und Stämmen. Das Amt des Mīr ist erblich und wird von Vater auf Sohn übertragen. 2004 wurde ein Attentat auf ihn verübt, das er aber verletzt überlebte.
Tahsin überlebte laut Zentralrat der Jesiden mehrere Attentatsversuche. Weil er verfolgt worden sei, habe er zuletzt im Exil in Deutschland gewohnt. Nach dem Tod von Mir Tahsin Saied Beg am 28. Januar 2019 in Hannover, wurde am 27. Juli 2019 sein Sohn Hazim Tahsin Saied Beg in Lalisch im Norden des Iraks zum neuen weltlichen Oberhaupt der Jesiden ernannt.
Nach seinem Tod wurde sein Leichnam nach Erbil geflogen, um ihn in seinem Heimatort zu bestatten.